# Lenísio Teixeira Júnior
Lenísio Teixeira Júnior (Cuiabá, 23 de outubro de 1976) é um jogador de futebol de salão brasileiro, atualmente aposentado.Predefinição:Carece de foontes
Foi artilheiro da Liga Brasileira de Futsal por cinco edições - 1997, 2000, 2001, 2002 e 2009  - jogando pelos times do GM/Chevrolet, Sport Club Ulbra, Atlético Mineiro e Malwee Futsal.
Em 2000 anotou 50 gols; no ano seguinte, 25; e na última vez como artilheiro, 31. É o segundo maior artilheiro da história da liga, atrás apenas de Manoel Tobias.
É pentacampeão da Liga Futsal em 1999 pelo Atlético Mineiro, em 2001 pela Ulbra e, em 2007, 2008, e 2010 pela Malwee/Jaraguá.
Na Espanha, defendeu os times de ElPozo Murcia e Polaris World Cartagena. Foi eleito o melhor jogador da Liga Espanhola de Futsal por três vezes: 2002/2003, 2003/2004 e 2004/2005. Foi três vezes artilheiro da Liga Espanhola.
É considerado hoje o segundo melhor jogador do mundo. Também atuou pela Seleção Brasileira de Futsal e pelo clube brasileiro Petrópolis Esporte Clube.
No dia 11 de abril de 2012 anunciou no Twitter e no Facebook que estava se aposentando devido às seguidas lesões.

## Equipes
- 2012 - Petrópolis Esporte Clube
- 2010 - Jaraguá Futsal
- 2009 - Jaraguá Futsal
- 2008 - Jaraguá Futsal
- 2007 - Jaraguá Futsal
- 2007 - Futsal Cartagena
- 2005/2006 - Futsal Cartagena
- 2004/2005 - ElPozo Murcia
- 2003/2004 - ElPozo Murcia
- 2002/2003 - ElPozo Murcia
- 2000 - Atlético-MG
- 1999 - Atlético-MG
- 1998 - Atlético-MG
- 1995 - Wimpro/Guarulhos